# كنتاكي كولونيلز
كنتاكي كولونيلز هو فريق كرة سلة أمريكي أٌسس عام 1967.